# Мореланд Хилс (Охајо)
Мореланд Хилс (енгл. Moreland Hills) град је у америчкој савезној држави Охајо.

## Демографија
По попису из 2010. године број становника је 3.320, што је 22 (0,7%) становника више него 2000. године.
| Група             | 2000.         | 2010.         |
| Белци             | 3.046 (92,4%) | 2.945 (88,7%) |
| Афроамериканци    | 100 (3,0%)    | 123 (3,7%)    |
| Азијати           | 107 (3,2%)    | 152 (4,6%)    |
| Хиспаноамериканци | 22 (0,7%)     | 37 (1,1%)     |
| Укупно            | 3.298         | 3.320         |